# Namdaemun

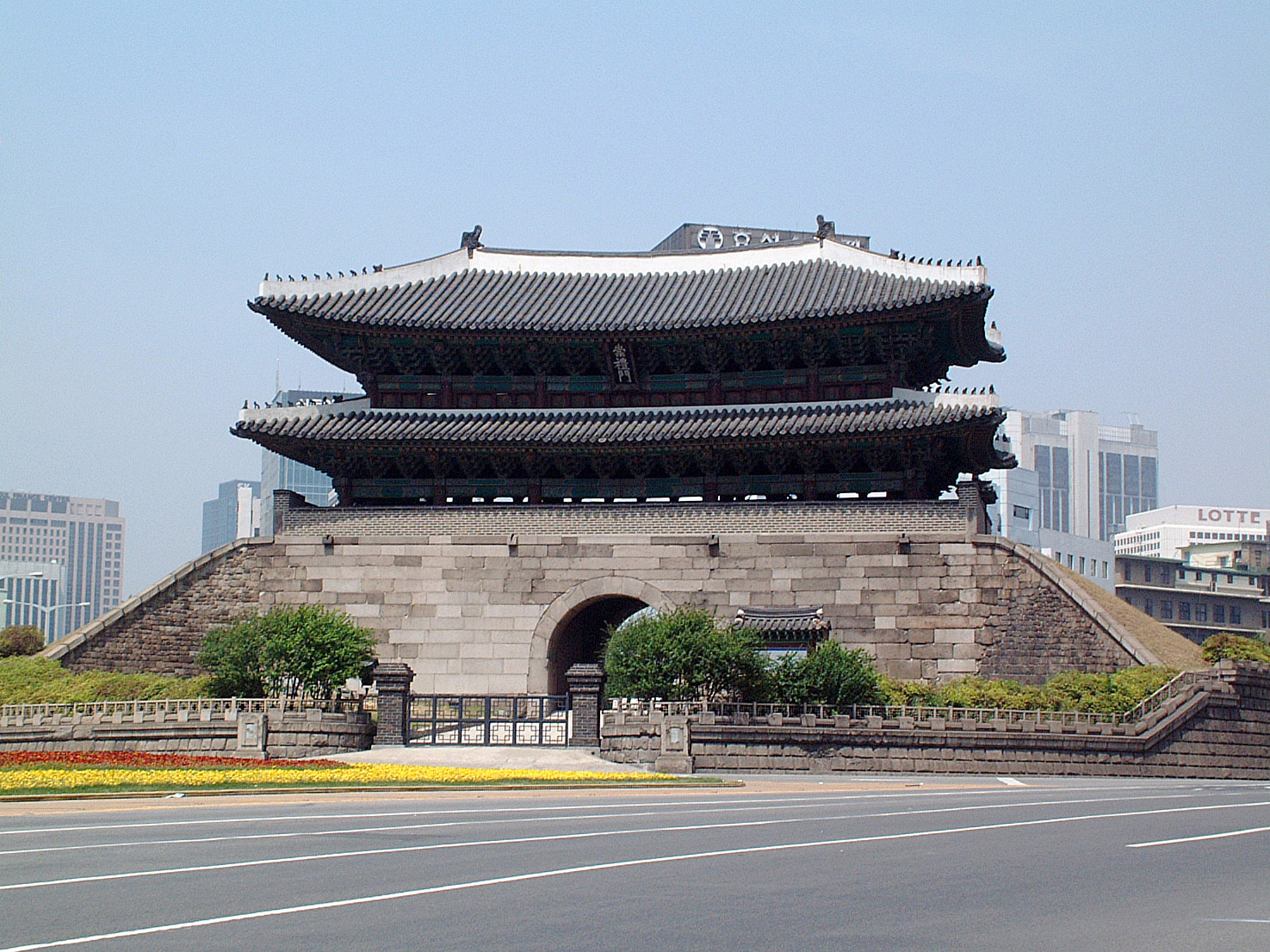
Il Namdaemun come appariva prima dell'incendio.

Il Namdaemun ("Grande porta meridionale") è un edificio storico della città di Seul una delle otto porte    nonché tesoro nazionale n.1 della Corea del Sud.

## Storia
Edificata verso la fine del XIV secolo (1395-1398), anticamente costituiva la porta meridionale delle mura fortificate che circondavano la capitale all'epoca del periodo Joseon (1392-1910). Ristrutturata più volte fino al 1962, quando fu dichiarata tesoro nazionale. Si ritrova vicino ad essa il mercato popolare (Mercato di Namdaemun).

## L'incendio

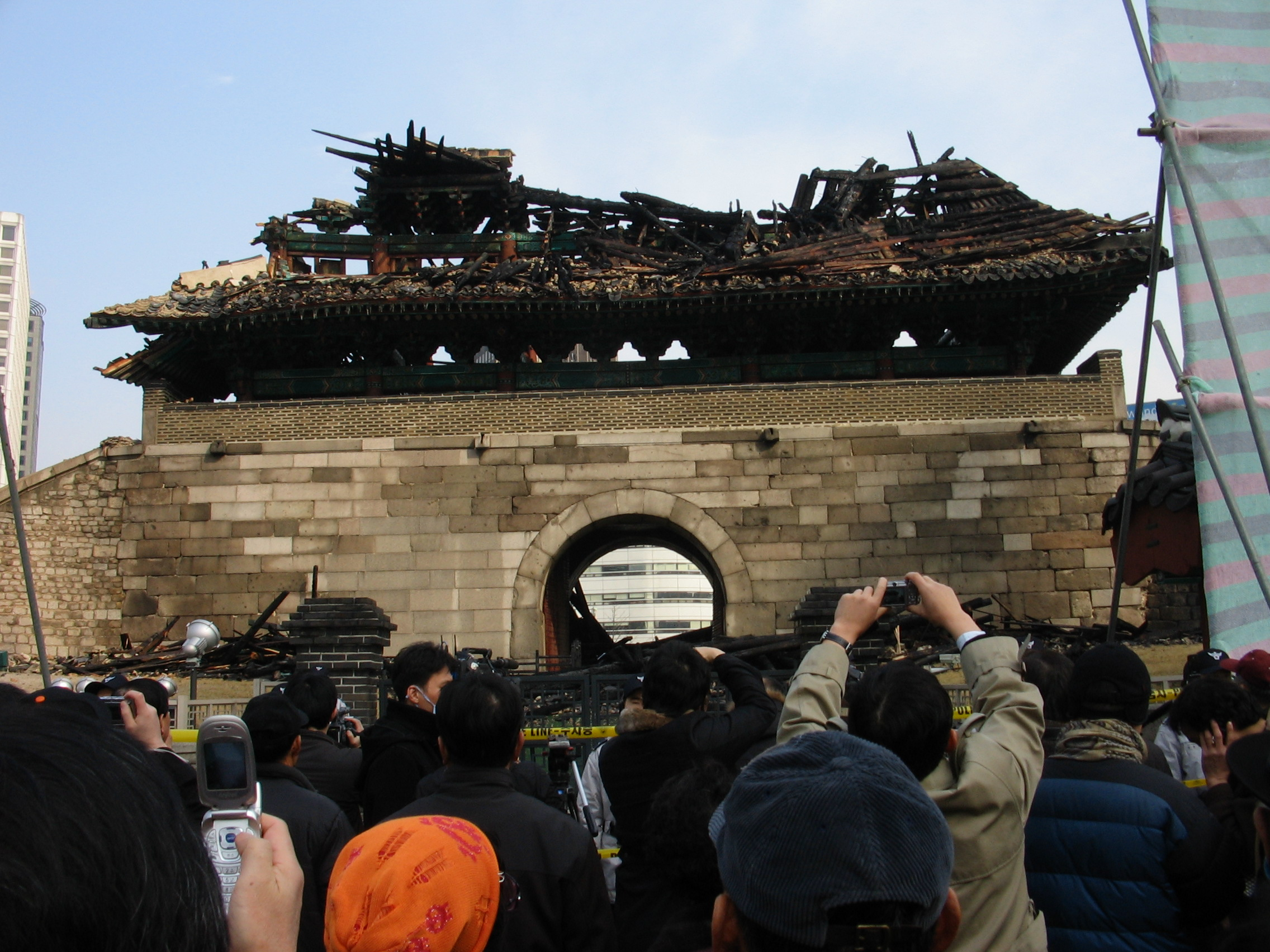
Il Namdaemun dopo l'incendio.

Nella notte fra il 10 e l'11 febbraio 2008 nel tetto dell'edificio si è sviluppato un incendio, appiccato da un uomo di 69 anni, in seguito arrestato dalla polizia, a cui accorsero in forze i pompieri (si contarono quasi 100 di loro). Il monumento, con l'eccezione della parte in pietra, crollò, rimanendo un cumulo di cenere.

## Gallerie

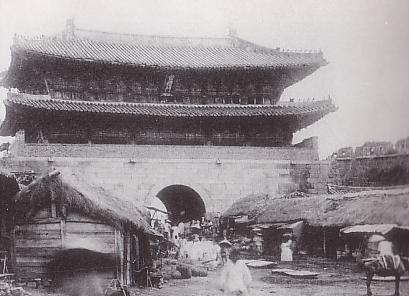
Namdaemun, 1890
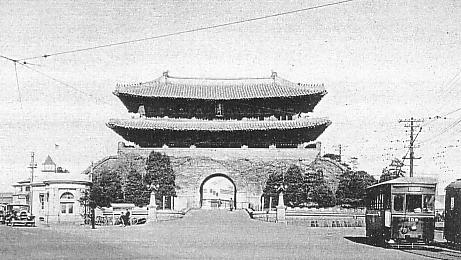
Namdaemun, 1935
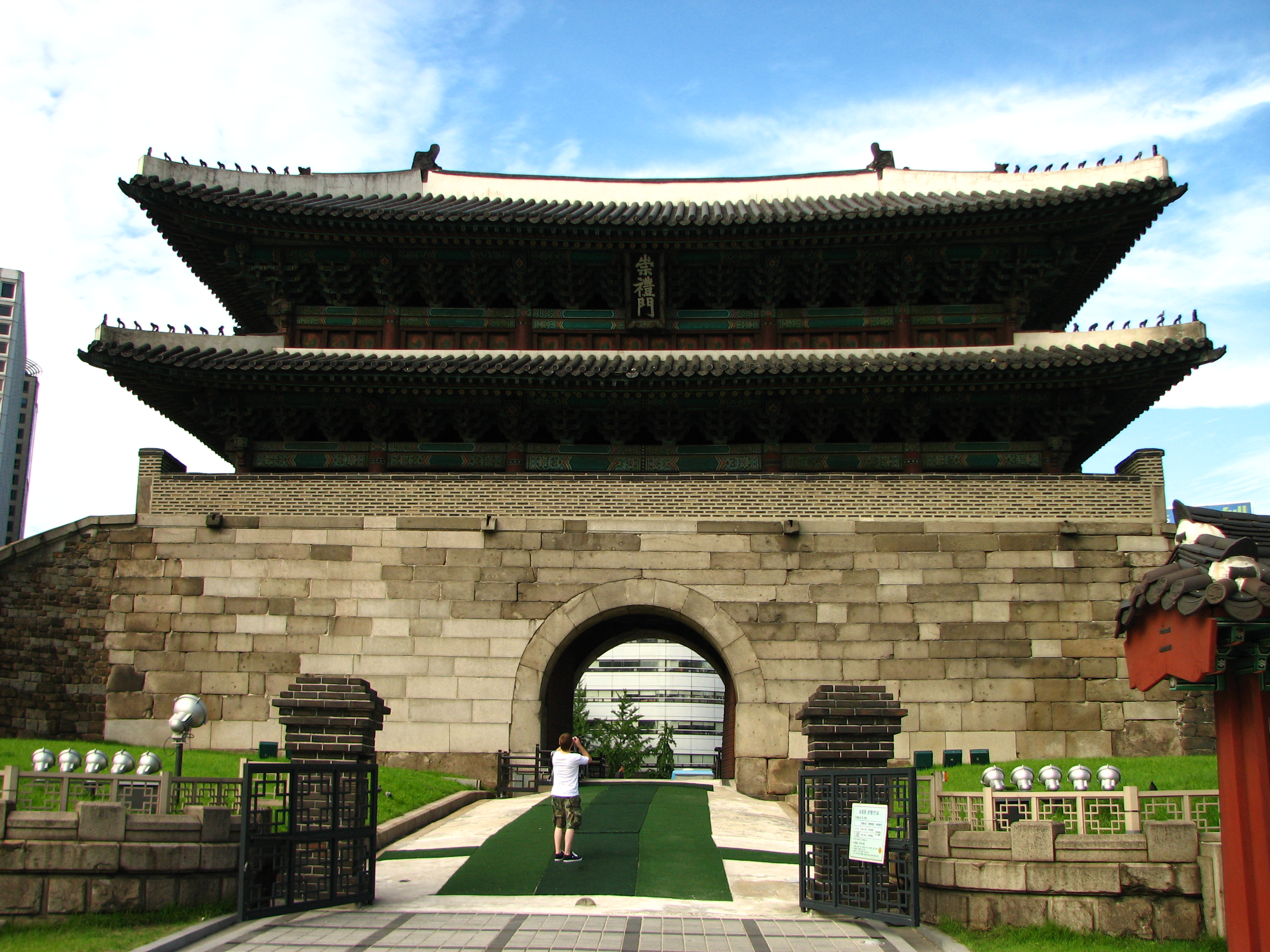
Namdaemun, 2007